# Sergio Orduña
Sergio Orduña Carrillo (n. el 4 de abril de 1954, en Xochitepec, Morelos, México). Es un exfutbolista mexicano que actualmente se dedica como entrenador de fútbol mexicano. Ha sido entrenador de un equipo de fútbol de la Liga MX y de 8 equipos de fútbol del Ascenso MX.
Actualmente será parte del equipo Nuevo Broncos de Los Mochis En el Ascenso MX parte del Grupo CEMEX Mismo Dueño del equipo Tigres UANL .

## Trayectoria
Como jugador profesional defendió los colores del Club Zacatepec y de los Tigres de la UANL, equipo con el que fue Campeón de Liga en los torneos 1977-1978 y 1981-1982. También jugó para los Correcaminos de la UAT. Como estratega debutó en Primera División de México en el empate como local del Monterrey 3-3 contra las Chivas, en juego de la Jornada 16 del Torneo Clausura 2004, sustituyendo en el cargo a Hugo de León.
fue presentado como el primer director técnico de FC Juárez en el Ascenso MX.
Actualmente formará parte del Nuevo Proyecto que estará formando Grupo CEMEX en Los Mochis del nuevo equipo del Ascenso MX Broncos de Los Mochis

## Clubes

### Equipos como futbolista
| Club              | País   | Año         |
| ----------------- | ------ | ----------- |
| Zacatepec         | México | 1975 - 1977 |
| Tigres de la UANL | México | 1977 - 1984 |
| Puebla            | México | 1984 - 1985 |
| Tigres de la UANL | México | 1985 - 1989 |
| Correcaminos UAT  | México | 1989 - 1991 |

### Equipos dirigidos como entrenador
| Club                    | País   | Año         |
| ----------------------- | ------ | ----------- |
| Club de Fútbol Cobras   | México | 2003 - 2004 |
| Correcaminos de la UAT  | México | 2006 - 2007 |
| Indios de Ciudad Juárez | México | 2007 - 2008 |
| Veracruz                | México | 2008 - 2009 |
| Lobos de la BUAP        | México | 2009        |
| Club León               | México | 2010        |
| Indios de Ciudad Juárez | México | 2011        |
| Lobos de la BUAP        | México | 2012        |
| Ballenas Galeana        | México | 2013        |
| Estudiantes de Altamira | México | 2014 - 2015 |
| FC Juárez               | México | 2015 - 2016 |
| Venados                 | México | 2017 -      |

## Palmarés

### Campeonatos nacionales
| Título              | Club              | País   | Año  |
| ------------------- | ----------------- | ------ | ---- |
| Temporada 1977-1978 | Tigres de la UANL | México | 1978 |
| Temporada 1981-1982 | Tigres de la UANL | México | 1982 |

### Campeonatos como DT
| Título                           | Club                  | País   | Año  |
| -------------------------------- | --------------------- | ------ | ---- |
| Primera División A Apertura 2007 | Club de Fútbol Indios | México | 2007 |
| Campeón de Ascenso 2008          | Club de Fútbol Indios | México | 2008 |
| Liga de Ascenso Apertura 2015    | Fútbol Club Juárez    | México | 2015 |

- Datos: Q551782